# Leidraad OEI
De leidraad voor het opstellen van een Overzicht Effecten Infrastructuur (OEI) is een leidraad (beknopte handleiding) voor het evalueren van door de overheid voorgenomen infrastructuurprojecten (de aanleg van wegen, spoorlijnen ed.), waarin effecten staan beschreven en de methoden waarmee deze effecten kunnen worden bepaald. Het doel van de OEI is de mogelijkheid te bieden om de effecten van infrastructuurprojecten meer gestructureerd en meer transparant te kunnen presenteren, zodat besluitvorming rondom een infrastructuurproject kan worden verbeterd.
Samen met het ministerie van Economische Zaken heeft het ministerie van Verkeer en Waterstaat eind jaren negentig van de vorige eeuw het initiatief genomen tot het Onderzoeksprogramma Economische Effecten Infrastructuur (OEEI). Dit resulteerde begin 2000 in de OEI, die in april 2000 naar de Tweede Kamer werd gestuurd. De leidraad is sindsdien toegepast bij alle speciale rijksprojecten.

## Evaluatie
Uit een evaluatie, begin 2002, bleek dat het opstellen van overzichten van effecten op basis van de maatschappelijke kosten-batenanalyse (MKBA) heeft bijgedragen aan een verdere transparantie en verzakelijking van de beleidsinformatie over infrastructuur. 
Een aantal verbeterpunten zijn omgezet in de 'Actieagenda OEI'. 
Eén verbeterpunt betreft het kwantitatief meenemen van effecten op natuur en milieu. OEI is namelijk niet alleen een overzicht van in geld uitgedrukte effecten: naast de kosten van aanleg en onderhoud, wordt ingegaan op de effecten van de infrastructuur op de bereikbaarheid, economie, de veiligheid, natuur en het milieu. 
Alle voor besluitvorming relevante effecten moeten in een OEI aan de orde komen. Het streven is wel om effecten zo veel mogelijk in geld uit te drukken. Wanneer dit niet lukt wordt een kwantitatieve of kwalitatieve beschrijving opgenomen.
De OEI-Leidraad bestaat uit: een hoofdrapport (Deel I), Capita Selecta (Deel II) en achtergrondrapporten uit 2000; zeven aanvullingen uit 2004 voor de berekening van verschillende effecten, rol in het besluitvormingsproces en de wijze van presentatie; handleidingen en werkwijzers die het gebruik ondersteunen, zoals de OEI bij MIT-formats; OEI bij SNIP.
De OEI-Leidraad is qua methodologie breed toepasbaar, maar qua uitwerking op dit moment vooral toegesneden op investeringen op het gebied van de (transport-) infrastructuurprojecten en waterkeringen (OEI bij SNIP). 
Zowel bij de ontwikkeling van de OEI leidraad als bij de toepassing ervan vindt kwaliteitsborging plaats door planbureaus en experts.